# Joakim Lindström
Joakim Lindström (* 5. prosince 1983, v Skelleftei ve Švédsku) je švédský hokejový útočník hrající v týmu Skellefteå AIK v Elitserien.

## Kariéra
Joakim Lindström se sice narodil ve Skelleftei, ale hokejově vyrůstal v týmu MODO Hockey, kde se také v sezóně 2000-01 objevil v 10 zápasech švédské nejvyšší ligy Elitserien. V sezóně 2001-02 hrál v Elitserien 42 zápasů. Krom toho nastupoval za juniorské reprezentace Švédska 17 a 18letých. Za juniory nastoupil i na MS do 18 let v roce 2001 a na MS do 20 let 2003. V roce 2002 ho do NHL draftoval tým Columbus Blue Jackets. Přesto zůstal dál ve Švédsku, kde pokračoval v kariéře za Modo a občas nastupoval v nižší lize HockeyAllsvenskan (postupně za kluby IF Troja-Ljungby, Örnsköldsviks SK a IF Sundsvall Hockey). Do zámoří odešel až v sezóně 2004-05, kdy nastupoval v nižší soutěži AHL za Syracuse Crunch. V sezóně 2005-06 nastoupil poprvé v dresu Columbusu Blue Jackets v NHL i když v té sezoně hrál pouze ve 3 zápasech této ligy. V sezoně 2006-07 hrál většinou v AHL a v NHL hrál v pouhých 9 zápasech, ve kterých vstřelil 1 gól. Ve střídání lig AHL a NHL pokračoval i v sezoně 2007-08, ačkoliv si zahrál už ve 25 zápasech nejvyšší severoamerické ligy. 15. července 2008 byl vyměněn z Columbusu do Anaheimu Ducks (za výběr ve 4. kole draftu 2010, ve kterém byl vybrán Mathieu Corbeil-Theriault), ale za ty nenastoupil ani jednou a nastupoval pouze za jejich farmářský tým Iowu Chops. 3. prosince 2008 byl Anaheimem vyměněn do Phoenixu Coyotes za Logana Stephensona. Ve Phoenixu hrál ve 44 zápasech sezóny 2008-09. Před sezónou 2009-10 odešel ze zámoří do Evropy a podepsal smlouvu s ruským Torpedem Nižnij Novgorod, za který v KHL hrál v 55 zápasech a připsal si 30 kanadských bodů. Před sezónou 2010-11 odešel do Elitserien, kde podepsal smlouvu s týmem Skellefteå AIK na 2 roky.
V sezóně 2008-09 nastoupil v 5 zápasech švédské reprezentace.

## Individuální úspěchy
- 2008 - Hrál v AHL All-Star Game.

## Týmové úspěchy
- 2001-02 - Získal s týmem MODO Hockey stříbrnou medaili v lize Elitserien.
- 2012-13 - Získal s týmem Skellefteå AIK zlatou medaili v lize Elitserien.
- 2013-14 - Získal s týmem Skellefteå AIK zlatou medaili v lize Svenska hockeyligan.

## Klubové statistiky
| Sezona                    | Klub                      | Soutěž                    | Základní část | Základní část | Základní část | Základní část | Základní část | Play off | Play off | Play off | Play off | Play off |
| Sezona                    | Klub                      | Soutěž                    | Z             | G             | A             | B             | TM            | Z        | G        | A        | B        | TM       |
| ------------------------- | ------------------------- | ------------------------- | ------------- | ------------- | ------------- | ------------- | ------------- | -------- | -------- | -------- | -------- | -------- |
| 2000–01                   | MODO Hockey               | SEL                       | 10            | 2             | 3             | 5             | 2             | 7        | 0        | 1        | 1        | 0        |
| 2001–02                   | Modo Hockey               | SEL                       | 42            | 4             | 3             | 7             | 20            | 14       | 3        | 5        | 8        | 8        |
| 2001–02                   | IF Troja-Ljungby          | SWE2                      | 3             | 0             | 0             | 0             | 12            | —        | —        | —        | —        | —        |
| 2002–03                   | Modo Hockey               | SEL                       | 29            | 4             | 2             | 6             | 14            | 6        | 1        | 1        | 2        | 2        |
| 2002–03                   | Örnsköldsviks SK          | SWE2                      | 2             | 1             | 1             | 2             | 4             | —        | —        | —        | —        | —        |
| 2003–04                   | IF Sundsvall              | SWE2                      | 2             | 0             | 5             | 5             | 0             | —        | —        | —        | —        | —        |
| 2003–04                   | Modo Hockey               | SEL                       | 15            | 0             | 2             | 2             | 0             | —        | —        | —        | —        | —        |
| 2004–05                   | Modo Hockey               | SEL                       | 37            | 2             | 3             | 5             | 24            | —        | —        | —        | —        | —        |
| 2004–05                   | Syracuse Crunch           | AHL                       | 13            | 4             | 4             | 8             | 0             | —        | —        | —        | —        | —        |
| 2005–06                   | Syracuse Crunch           | AHL                       | 64            | 14            | 29            | 43            | 52            | 6        | 1        | 1        | 2        | 0        |
| 2005–06                   | Columbus Blue Jackets     | NHL                       | 3             | 0             | 0             | 0             | 0             | —        | —        | —        | —        | —        |
| 2006–07                   | Syracuse Crunch           | AHL                       | 50            | 22            | 26            | 48            | 34            | —        | —        | —        | —        | —        |
| 2006–07                   | Columbus Blue Jackets     | NHL                       | 9             | 1             | 0             | 1             | 4             | —        | —        | —        | —        | —        |
| 2007–08                   | Syracuse Crunch           | AHL                       | 49            | 25            | 35            | 60            | 68            | 13       | 4        | 3        | 7        | 6        |
| 2007–08                   | Columbus Blue Jackets     | NHL                       | 25            | 3             | 4             | 7             | 14            | —        | —        | —        | —        | —        |
| 2008–09                   | Iowa Chops                | AHL                       | 21            | 7             | 14            | 21            | 33            | —        | —        | —        | —        | —        |
| 2008–09                   | San Antonio Rampage       | AHL                       | 3             | 1             | 1             | 2             | 2             | —        | —        | —        | —        | —        |
| 2008–09                   | Phoenix Coyotes           | NHL                       | 44            | 9             | 11            | 20            | 28            | —        | —        | —        | —        | —        |
| 2009–10                   | Torpedo Nižnij Novgorod   | KHL                       | 55            | 10            | 20            | 30            | 62            | —        | —        | —        | —        | —        |
| 2010–11                   | Skellefteå AIK            | SEL                       | 54            | 28            | 32            | 60            | 134           | 18       | 4        | 7        | 11       | 16       |
| 2011–12                   | Skellefteå AIK            | SEL                       | 21            | 7             | 13            | 20            | 45            | 19       | 5        | 12       | 17       | 22       |
| 2012–13                   | Skellefteå AIK            | SEL                       | 53            | 18            | 36            | 54            | 56            | 13       | 4        | 7        | 11       | 4        |
| 2013–14                   | Skellefteå AIK            | SEL                       | 55            | 23            | 40            | 63            | 72            | 14       | 6        | 12       | 18       | 10       |
| NHL celkově               | NHL celkově               | NHL celkově               | 81            | 13            | 15            | 28            | 46            | —        | —        | —        | —        | —        |
| KHL celkově               | KHL celkově               | KHL celkově               | 55            | 10            | 20            | 30            | 62            | —        | —        | —        | —        | —        |
| SEL celkově               | SEL celkově               | SEL celkově               | 316           | 88            | 134           | 222           | 375           | 91       | 23       | 45       | 68       | 62       |
| Hockeyallsvenskan celkově | Hockeyallsvenskan celkově | Hockeyallsvenskan celkově | 7             | 1             | 6             | 7             | 16            | —        | —        | —        | —        | —        |

### Reprezentační statistiky
| 2001                 | Švédsko              | MS 18'               | 6  | 2 | 5 | 7  | 2 |
| 2003                 | Švédsko              | MSJ                  | 6  | 2 | 3 | 5  | 6 |
| 2015                 | Švédsko              | MS                   | 7  | 2 | 3 | 5  | 2 |
| Celkově juniorská MS | Celkově juniorská MS | Celkově juniorská MS | 12 | 4 | 8 | 12 | 8 |
| Celkově MS           | Celkově MS           | Celkově MS           | 7  | 2 | 3 | 5  | 2 |